# Le Nemesiache
Le Nemesiache est un collectif féministe napolitain, crée en 1970, par Lina Mangiacapre, Teresa Mangiacapre et Silvana Campese. Ce collectif se concentre sur l'identité de l'art et la pratique artistique expérimentale.

## Description
En 1970, à Naples, Lina Mangiacapre, Teresa Mangiacapre et Silvana Campese crée le collectif Le Nemesiache. Le collectif a pour objectif la recherche théorique sur l'expression des femmes dans le monde contemporain et la production artistique de celles-ci. La production artistique est pour le collectif un moyen de prise de conscience, d'émancipation, d'appropriation, de libération.
Elles utilisent la littéraire, la bande dessinée, le cinéma, la peinture, la sculpture, la performance, la danse, la musique. Elles développent une pratique expérimentale dans l'espace urbain et dans les espaces naturels. Elles dénoncent l'exploitation incontrôlée du territoire, l'excès de plastique.
Elles s'emparent de la mythologie et en proposent une version exempte du patriarcat. Lina Mangiacapre prend le nom de Nemesis, sa sœur Teresa Niobe, Silvana Campese devient Médée. Elles mêlent fables et luttes politiques. Elles redéfinissent un cosmos dans lequel les êtres ne sont pas sexués.
En 1972, le collectif publie son manifeste. Lina Mangiacapre écrit et met en scène Cenerella, pièce de théâtre féministe. La pièce est jouée à Naples et à Milan. Les hommes assistent au spectacle s'ils sont accompagnés d'une femme.
En 1973, elles proposent une version féministe du conte Cendrillon.
En 1976, elles s'emparent de la caméra. Elles produisent leurs propres films. Elles créent le premier festival de films de femmes en Europe : Rassegna del Cinema femminista di Sorrento.
En 1977, elles se dotent d'une coopérative de production artistique et d'un centre de formation :  Le Tre Ghinee.
En 1978, Lina Mangiacapre écrit et dirige Didone non è morta. Il s'agit d'une enquête sur la figure de Didon, reine de Carthage et la colonisation des corps féminins. Cette création donne lieu à un film en 1987.
En 1979, le film Follia Come Poesia est le résultat d'un travail de trois ans qu'elles mènent avec le personnel et les patientes de l'hôpital psychiatrique Frullone de Naples.
À partir de 1986, au sein de la Mostra de Venise, elles décernent le prix Elvira Notari. Ce prix récompense un film qui met en valeur l'image d'une femme protagoniste de l'histoire. Lina Mangiacapre préside le jury d'attribution. En 2002, à la suite de la mort de Lina Mangiacapre, le prix n'est pas attribué. En 2003, le prix Elvira Notari devient le prix Lina Mangiacapre.
De 1988 à 2002, elles publient le magazine trimestriel Manifesta qui traitent des arts visuels et du cinéma.
En 2002, Lina Mangiacapre décède. En 2018, à la mort de Teresa Mangiacapre, Silvana Campese est élue présidente de Nemesiache. Le conseil d'administration décide de dissoudre l'association en juillet 2018.
En 2019, Silvana Campese publie La Nemesi di Medea – Una storia femminista lunga mezzo secolo. Elle retrace son parcours féministe ainsi que les cinquante ans de luttes, combats, réflexions, performances et productions artistiques féministes du collectif Le Nemesiache.
En 2021, Silvana Campese fait don des archives de Nemesiache à la bibliothèque nationale de Naples.

## Films
- Sibilla, 1977
- Il Mare Ci Ha Chiamate, Lina Mangiacapre, 1978
- Follia Come Poesia, Lina Mangiacapre, 1979
- Didone non è morta, 1987

## Rétrospectives
- From the Volcano to the Sea. The Feminist Group Le Nemesiache in 1970s and 1980s Naples, Rogwrong, Amsterdam, 2020[6]
- From the Volcano to the Sea : Part II, Chelsea Space, Londres, 2022[4]